# Ankang
Ankang (en chino, 安康; pinyin, Ānkāng) es una ciudad-prefectura en la provincia de Shaanxi, República Popular de China. A una distancia aproximada de 160 kilómetros de la capital provincial. Limita al norte con Xi'an, al sur con la provincia de Chongqing, al oeste con Hanzhong y al este con Shiyan. Su área es de 23 536 km² y su población total para 2010 superó los 2,6 millones de habitantes. 
La economía de la ciudad se basa principalmente en textiles, productos de seda, química, materiales de construcción, producción de alimentos y minería.

## Administración
La ciudad prefectura de Ankang se divide en 10 localidades que se administran en 1 distrito urbano y 8 condados rurales;
- Distrito Hanbin 汉滨区
- Condado Hanyin 汉阴县
- Condado Shiquan 石泉县
- Condado Ningshan 宁陕县
- Condado Ziyang 紫阳县
- Condado Langao 岚皋县
- Condado Pingli 平利县
- Condado Zhenping 镇坪县
- Condao Xunyang 旬阳县
- Condado Baihe	白河县

## Toponimia
El topónimo An-Kang significa 'paz y prosperidad', este proviene de la frase "diez mil años de felicidad, paz y prosperidad". En el 280 AD, la dinastía Jin Occidental estableció un nuevo condado en las actuales áreas de Shiquan y Hanyin para reasentar a los refugiados en el área de Bashan, este nuevo condado fue Ankang.

## Inundaciones
En julio de 2010 63 personas murieron, 119 desaparecidos y 2.824 heridos durante las devastadoras inundaciones de China en 2010.

## Clima
| Parámetros climáticos promedio de Ankáng (1971−2000) | Parámetros climáticos promedio de Ankáng (1971−2000) | Parámetros climáticos promedio de Ankáng (1971−2000) | Parámetros climáticos promedio de Ankáng (1971−2000) | Parámetros climáticos promedio de Ankáng (1971−2000) | Parámetros climáticos promedio de Ankáng (1971−2000) | Parámetros climáticos promedio de Ankáng (1971−2000) | Parámetros climáticos promedio de Ankáng (1971−2000) | Parámetros climáticos promedio de Ankáng (1971−2000) | Parámetros climáticos promedio de Ankáng (1971−2000) | Parámetros climáticos promedio de Ankáng (1971−2000) | Parámetros climáticos promedio de Ankáng (1971−2000) | Parámetros climáticos promedio de Ankáng (1971−2000) | Parámetros climáticos promedio de Ankáng (1971−2000) |
| Mes                                                  | Ene.                                                 | Feb.                                                 | Mar.                                                 | Abr.                                                 | May.                                                 | Jun.                                                 | Jul.                                                 | Ago.                                                 | Sep.                                                 | Oct.                                                 | Nov.                                                 | Dic.                                                 | Anual                                                |
| ---------------------------------------------------- | ---------------------------------------------------- | ---------------------------------------------------- | ---------------------------------------------------- | ---------------------------------------------------- | ---------------------------------------------------- | ---------------------------------------------------- | ---------------------------------------------------- | ---------------------------------------------------- | ---------------------------------------------------- | ---------------------------------------------------- | ---------------------------------------------------- | ---------------------------------------------------- | ---------------------------------------------------- |
| Temp. máx. media (°C)                                | 8.2                                                  | 11.1                                                 | 15.7                                                 | 22.4                                                 | 26.8                                                 | 30.1                                                 | 32.3                                                 | 32.3                                                 | 26.3                                                 | 20.5                                                 | 14.6                                                 | 9.4                                                  | 20.8                                                 |
| Temp. mín. media (°C)                                | 0.0                                                  | 2.1                                                  | 6.0                                                  | 11.5                                                 | 16.1                                                 | 20.1                                                 | 22.8                                                 | 22.7                                                 | 18.1                                                 | 12.8                                                 | 6.9                                                  | 1.6                                                  | 11.7                                                 |
| Precipitación total (mm)                             | 5.5                                                  | 8.8                                                  | 33.0                                                 | 55.2                                                 | 83.1                                                 | 122.6                                                | 150.0                                                | 119.7                                                | 122.2                                                | 79.4                                                 | 27.8                                                 | 7.0                                                  | 814.3                                                |
| Días de precipitaciones (≥ 0.1 mm)                   | 4.4                                                  | 4.3                                                  | 8.2                                                  | 10.3                                                 | 11.9                                                 | 11.3                                                 | 12.8                                                 | 10.8                                                 | 13.2                                                 | 12.0                                                 | 9.1                                                  | 5.4                                                  | 113.7                                                |
| Fuente: Weather China                                |                                                      |                                                      |                                                      |                                                      |                                                      |                                                      |                                                      |                                                      |                                                      |                                                      |                                                      |                                                      |                                                      |